# 納姆達爾塞德
納姆達爾塞德（挪威語：Namdalseid）是挪威已撤銷的市镇，曾位於北特倫德拉格郡。該市镇存在於1838年至2020年間。